# Ambroz Vranyczány
Báró Ambroz Vranyczány Dobrinović (Stari Grad, 1801. október 13. – Bad Ragaz, 1870. július 12.), horvát üzletember, politikus, a Matica hrvatska elnöke.

## Élete
A Hvar szigetén fekvő Stari Gradban született, de Dalmácia francia megszállásakor családja elhagyta Hvart, és Zenggben, Fiuméban, Ambroz pedig testvéreivel, Matijával, Ivannal és Nikolával együtt Károlyvárosban telepedett le. Károlyvárosban kereskedelemmel foglalkozott, és csakhamar jelentős vagyonra tett szert. Korán csatlakozott az illír mozgalomhoz, és jó barátságba került annak vezetőivel. Ljudevit Gaj őt kérte fel, hogy fiának a keresztapja legyen. 1837-ben feleségül vette Terezija Modrušant, akitől Clotilda lánya született. 1838-ban Ivan Mažuranić-csal, Antun Vakanović-csal és Dragutin Kušlannal a Károlyvárosi Olvasókör egyik alapítója volt.
1844-ben a Száván és a Kulpán gőzhajózási társaságot alapított, amely Horvátország első részvénytársasága volt. A cég megvásárolta a Floridsdorf gőzöst, amelyet Sloga névre kereszteltek át. Ez volt az első horvát folyami gőzhajó, amely 1844. augusztus 24-én indult Bécsből fedélzetén Ambrozzal és Đuro Ban parancsnoksága alatt, majd a Dunán és a Száván egészen Sziszekig hajózott. Ez az esemény akkoriban nagy közérdeklődést váltott ki. A Sloga sikeresen tartotta fenn a személy- és teherforgalmat Zimony és Sziszek között, de 1845. szeptember 16-án egy balesetben elsüllyedt. Ambroz Vranyczány 1846-ban részt vett az Első Horvát Takarékpénztár megalapításában és támogatta a Vukovár-Fiume vasútvonal megépítését is.
Az 1845. júliusi zágrábi sortűz után ő vezette a horvát delegációt, amely Metternich kancellárral találkozott Bécsben. A bécsi (1848. március 13.) és pesti (1848. március 15.) forradalmak utáni zűrzavarban Ivan Kukuljević Sakcinskivel együtt a szábort összehívó Nemzeti Bizottság, mint ideiglenes hatóság tagja volt. Amikor Josip Jelačić bán ugyanabban az évben megalakította kormányát, Ambroz Vranyczányt nevezte ki a pénzügyi osztály (állampénztár) élére, amely tisztséget 1850-ig töltött be. A nehéz anyagi körülmények miatt kölcsönt kért a káptalantól, ami miatt összetűzésbe került az egyházi hatóságokkal. Foglalkozott azzal az ötlettel, hogy Horvátország vezesse be saját valutáját, a „križar”t. Ennek a pénznek néhány példányát meg is verték. Bach abszolutizmusa idején 1851-től 1857-ig a Matica Ilirska elnöke volt. Az 1852-ben alapított Zágrábi Kereskedelmi Kamarát vezette. Határozottan szorgalmazta a horvátországi vasútépítést. 1852-ben a kamarán keresztül engedélyt kért a bécsi kormánytól a Zidani Mosttól Zágrábig menő vasút építésére.
Amikor az olaszországi katonai vereségek után Ferenc József császár 1860-ban az alkotmányos rend visszaállítását előkészítve, kénytelen volt összehívni a Birodalmi Tanácsot, Horvátországból Josip Juraj Strossmayer püspököt és Ambroz Vranyczányt, Dalmáciából pedig Frano Borellit hívta meg. A tanács ülésén Strossmayer és Vranyczány követelték Dalmácia és a katonai határőrvidék egyesítését Horvátországgal., Amikor Strossmayer elindította a Jugoszláv Akadémia megalapításának ötletét, Ambroz Vranyyzány 10 000 forintot adományozott erre a célra. 1860–61-ben részt vett a báni konferencia munkájában, amely az uralkodónak tartott előadásában horvát kívánságokat és követeléseket fogalmazott meg, majd 1861-ben újra a horvát parlament képviselőjévé választották. 1862. április 29-én megkapta a bárói rangot. Miután 1863-ban csatlakozott a Béccsel való szorosabbra fűzést szorgalmazó Független Néppárthoz, abbahagyta a politikai életben való aktív részvételt, de nagy adománnyal támogatta a Jugoszláv Tudományos és Művészeti Akadémia létrehozását. Politikai nézeteit tekintve konzervatív és a kormányhoz lojális volt. Tudta, hogyan kell egyeztetni a gazdasági érdekeket a nemzetpolitikai érdekekkel. A svájci Bad Ragaz gyógyüdülőhelyen hunyt el 1870-ben.

## Fordítás
Ez a szócikk részben vagy egészben  az   Ambroz Vranyczány című horvát Wikipédia-szócikk ezen változatának fordításán alapul.  Az eredeti cikk szerkesztőit annak laptörténete sorolja fel. Ez a jelzés csupán a megfogalmazás eredetét és a szerzői jogokat jelzi, nem szolgál a cikkben szereplő információk forrásmegjelöléseként.